# Andreas Stawru
Andreas Stawru (ur. 27 października 1988 w Limassolu) – cypryjski piłkarz występujący na pozycji pomocnika w AEL Limassol.

## Kariera klubowa
Stawru jest wychowankiem klubu Apollon Limassol, w którym, z roczną przerwą na grę w PAEEK Kirenia, występował do 2014. Następnie odszedł do AEL Limassol.

## Kariera reprezentacyjna
W reprezentacji Cypru zadebiutował 10 sierpnia 2011 roku w towarzyskim meczu przeciwko Mołdawii. Na boisku pojawił się w 75 minucie meczu.
| Mecze i gole w reprezentacji | Mecze i gole w reprezentacji | Mecze i gole w reprezentacji | Mecze i gole w reprezentacji | Mecze i gole w reprezentacji | Mecze i gole w reprezentacji | Mecze i gole w reprezentacji |
| 2011                         | 2011                         | 2011                         | 2011                         | 2011                         | 2011                         | 2011                         |
| ---------------------------- | ---------------------------- | ---------------------------- | ---------------------------- | ---------------------------- | ---------------------------- | ---------------------------- |
| 1.                           | 10.08.2011                   | Nikozja, Cypr                | Mołdawia                     | 3:2                          | 0                            | towarzyski                   |
| 2.                           | 11.10.2011                   | Oslo, Norwegia               | Norwegia                     | 1:3                          | 0                            | El. ME 2012                  |

## Sukcesy
Apollon
- Puchar Cypru: 2010, 2013